# Tônlé San
Tônlé San – rzeka przepływająca przez środkowy Wietnam i północno-wschodnią Kambodżę. Całkowita powierzchnia dorzecza wynosi 17 000 km², z czego 11 000 km² znajduje się w Wietnamie.
Tônlé San jest jednym z głównych dopływów rzeki Mekong. Krótki fragment rzeki stanowi część granicy między Kambodżą a Wietnamem.

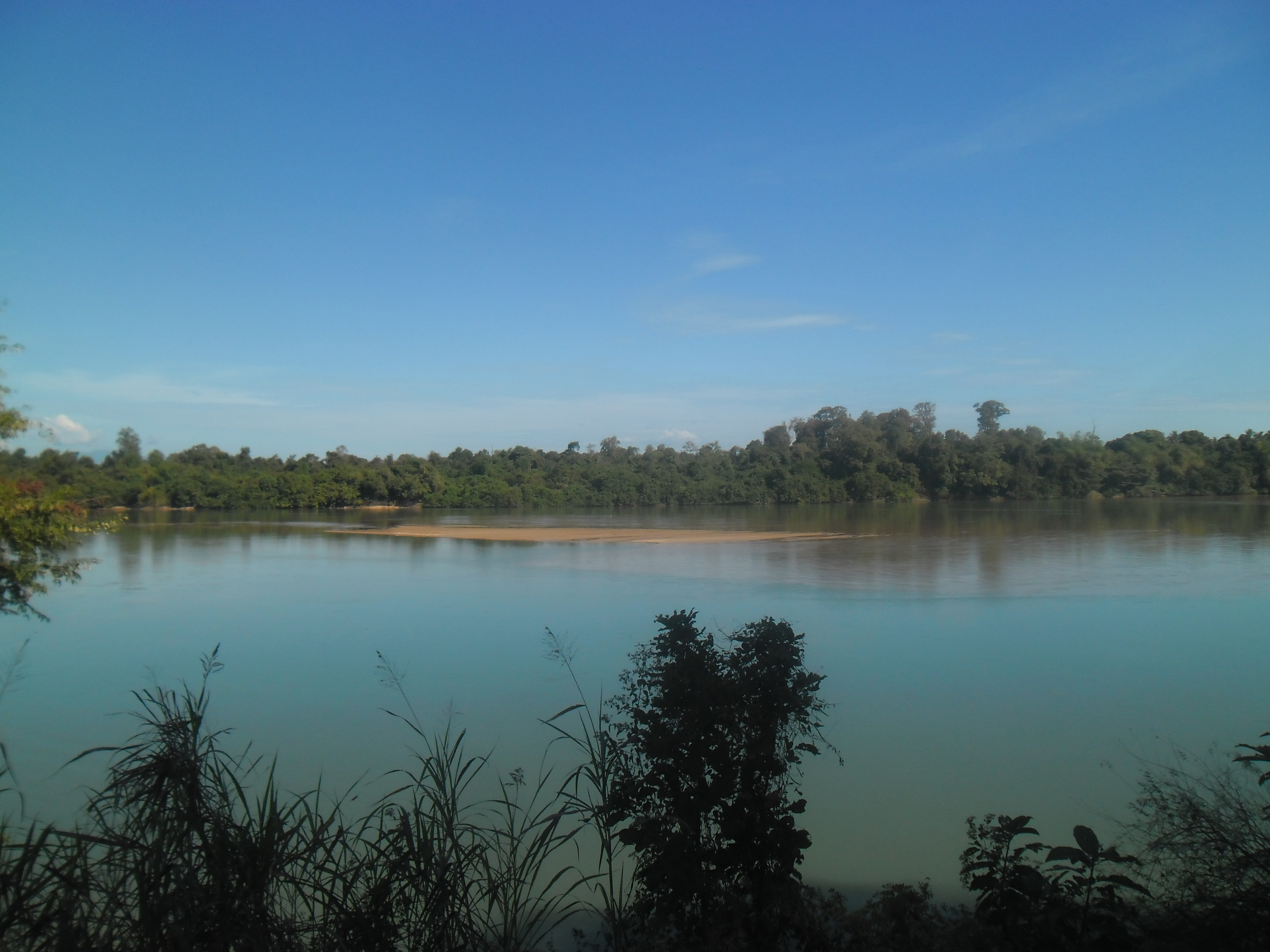
Tonlé San